# Ocka Scharlensis
Ocka Scharlensis (Scarlensis), ook wel Okke of Ocko van Scharl (van Skarl) of Ocko van Warns is een fictieve geschiedschrijver, afkomstig uit het dorp Scharl, die volgens de Croniicke ende warachtige Beschryvinghe van Vrieslant uit 1597 in de tiende eeuw zou hebben geleefd. De auteur meldt dat Scharlensis de kroniek opstelde met behulp van de nagelaten papieren van zijn oom Solco Forteman.
Als auteur van de kroniek geldt de Harlinger organist Andreas Cornelius, over wie verder weinig bekend is. Joke van der Wiel schrijft in het nawoord bij de door haar verzorgde uitgave van Jacob van Lenneps De roos van Dekama:
De kroniek van Scarlensis zou omstreeks 970 samengesteld zijn uit stukken van nog ouder datum. In de veertiende eeuw zou Johannes Vlijtarp (Vlie-terp) de geschiedenis hebben voortgezet, terwijl tegen het einde van de zestiende eeuw Andreas Cornelius van Staveren het werk voltooide en uitgaf. In 1597 werd de kroniek voor het eerst gedrukt, maar er zijn tevens diverse handschriften in omloop. In werkelijkheid was zij geheel van de hand van deze Andreas Cornelius, een Harlings organist: een ‘typisch humanistische vervalsing’, die door Waterbolk een staaltje van ‘geleerde razernij’ wordt genoemd.
De historicus Edzo H. Waterbolk vermoedt echter dat achter de naam van Scharlensis de geleerde staatsraad Joachim Hoppers (ov. 1576) schuil gaat. Inderdaad correspondeert de kaart van Friesland in de Romeinse tijd, die Hoppers tijdens zijn laatste levensjaren maakte, sterk met de inhoud van de kroniek.
De kroniek van Ocka Scharlensis speelde een grote rol in het werk van latere geschiedschrijvers, met name Suffridus Petrus. Bernard Furmerius, Martin Hamconius, Adam Westerman, Pier Winsemius, Hendrick Soeteboom. Christianus Schotanus en Johannes Hilardes. Waterbolk sprak in dit opzicht over apocrieve geschiedschrijving. Van de tijdgenoten was vooral Ubbo Emmius uiterst kritisch. Maar ook latere historici konden zich niet geheel aan Ocka's mythische verhalen onttrekken. De 19e eeuw zag zelfs een wederopleving van mythische verhalen, met als meest opvallende voorbeeld het Oera Linda-boek, dat indirect op de 16e -eeuwse traditie voortbouwde. Ook de Groningse oudheidkundige Nicolaas Westendorp en de romanschrijver Jacob van Lennep grepen terug op de kroniek. Westendorp bezat zelfs een eigen afschrift van het oorspronkelijke handschrift van Andreas Cornelius.